# Ononamolo Alasa
Ononamolo Alasa is een bestuurslaag in het regentschap Nias Utara van de provincie Noord-Sumatra, Indonesië. Ononamolo Alasa telt 1418 inwoners (volkstelling 2010).